# Matt Blunt

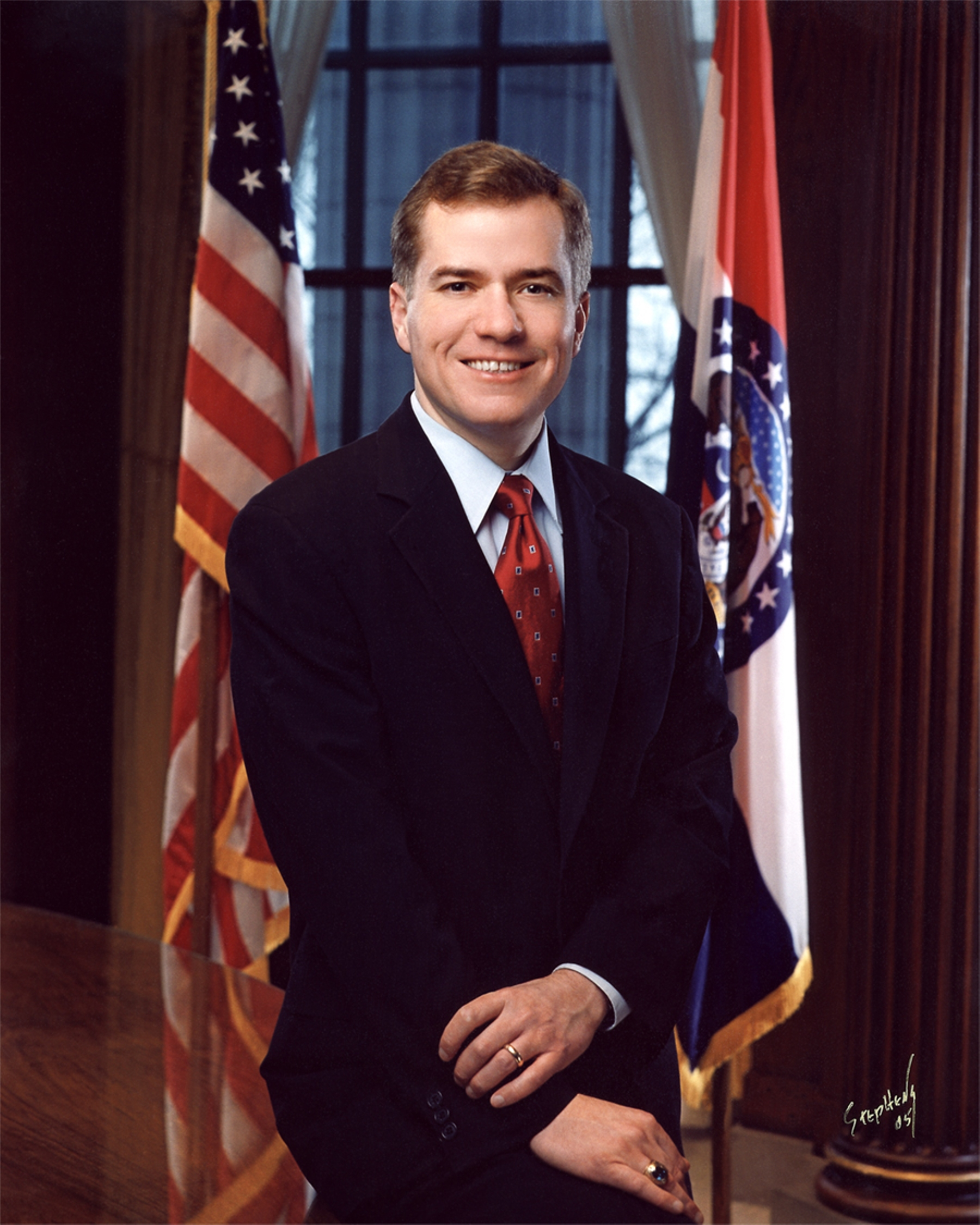
Matt Blunt

Matthew Roy „Matt“ Blunt (* 20. November 1970 in Strafford, Greene County, Missouri) ist ein US-amerikanischer Politiker. Er gehört der Republikanischen Partei an und war von 2005 bis 2009 Gouverneur von Missouri.

## Leben
Matt Blunt entstammt einer Politikerfamilie, sein Vater Roy Blunt war Mitglied des US-Repräsentantenhauses und ist seit Januar 2011 US-Senator. Er studierte Geschichte an der United States Naval Academy, wo er 1993 seinen Abschluss machte. Blunt wurde am 2. November 2004 zum Gouverneur von Missouri gewählt. Zu diesem Zeitpunkt war er mit nur 33 Jahren der zweitjüngste jemals gewählte Gouverneur eines Bundesstaates. Er trat im Januar 2005 die Nachfolge von Bob Holden an.
Blunt ist Mitglied im Vorstand der National Rifle Association (NRA).

### Militärdienst
Als Offizier der United States Navy diente er auf der USS Jack Williams und der USS Peterson. Während seiner Karriere in der Navy wurde er mehrfach ausgezeichnet, u. a. mit der Navy Achievement Medal.
Nach dem 11. September 2001 wurde Blunt wieder in den aktiven Militärdienst übernommen. Nach einem sechsmonatigen Einsatz in Großbritannien im Rahmen der Operation Enduring Freedom kehrte er schließlich zurück und vollendete seine Wahlperiode als Missouris Secretary of State (etwa Innenminister). Er gehört weiterhin im Rang eines Lieutenant Commander zur Reserve der Navy.

### Politik
1998 wurde Blunt für zwei Jahre ins Repräsentantenhaus von Missouri gewählt. Im Jahr 2000 wurde er Secretary of State von Missouri und besiegte schließlich die spätere US-Senatorin Claire McCaskill 2004 bei der Gouverneurswahl.
Als Blunt im Januar 2005 sein neues Amt antrat, ergab sich seit 1921 zum ersten Mal die Situation, dass die Republikaner sowohl den Gouverneur stellten, als auch über Mehrheiten in beiden Kammern des Parlaments von Missouri verfügten. Blunt wollte diese günstige Konstellation nutzen, um verschiedene umstrittene Reformen, u. a. betreffend das Rechtswesen des Staates und die Bezahlung von Angestellten im öffentlichen Dienst, durchzusetzen.
Besonders kontrovers wurden die weiteren von ihm geforderten Einschnitte bei den Staatsausgaben diskutiert. Zur Vermeidung von Steuererhöhungen hielt er es für nötig, z. B. bei Medicaid und dem Missouri-First-Steps-Programm teilweise drastische Kürzungen vorzunehmen. Im Ergebnis verloren ca. 100.000 Einwohner Missouris dadurch ihren Medicaid-Krankenversicherungsschutz. Die Einsparungen beim First-Steps-Programm, einem Förderprogramm für in ihrer Entwicklung zurückgebliebene Kleinkinder, wurden nach massiven Protesten teilweise wieder aufgehoben.
Blunt ist offener Gegner der Abtreibung und spricht sich gegen die Stammzellenforschung aus. Letzteres Thema ist sogar innerhalb der Republikaner nicht unumstritten.
Blunt geriet in seinem ersten Amtsjahr nicht nur durch den politischen Gegner unter Druck; auch innerparteilich musste er einigen Gegenwind aushalten. Eine von SurveyUSA durchgeführte Umfrage ergab, dass nur 33 % der Befragten mit Blunts Amtsführung zufrieden waren, damit zählt er zu den fünf am schlechtesten bewerteten Gouverneuren der USA.
In der Legislaturperiode 2006 gehörte es zu Blunts vorrangigen Zielen, eine Version von „Jessica's Law“ zu verabschieden, die eine 25-jährige Mindeststrafe für sexuellen Missbrauch von Kindern vorschreibt.
Am 22. Januar 2008 gab Blunt bekannt, dass er nicht für eine zweite Amtszeit als Gouverneur kandidieren werde. Sein Nachfolger wurde der Demokrat Jay Nixon, der am 12. Januar 2009 das Amt übernahm.